# 돌가시나무
돌가시나무(Rosa wichuraiana)는 장미과의 낙엽 활엽 관목이다. 줄기는 옆으로 누워 뻗으며, 잎은 우상 복엽이다. 여름에 흰 꽃이 총상(總狀) 화서로 피고 열매는 난상(卵狀) 원형으로 가을에 붉게 익는다. 산기슭 양지에서 나는데 한국, 일본, 대만 등지에 분포한다. 대마도가시나무나 돌장미라고도 한다.